# Попелнуха Валерій Федорович
Валерій Федорович Попелнуха (нар. 6 квітня 1963, Луганськ, УРСР) — радянський та російський футболіст, виступав на позиції захисника.

## Кар'єра гравця
Вихованець ШІСП (Ворошиловград), перший тренер — Вадим Добіжа. У 1979-1981 роках грав у дублі місцевої «Зорі», а в 1981 році перейшов у московський «Спартак», але й там не потрапляв в основу. 1984 рік провів у «Локомотиві», за наступні два сезони в «Спартаку» зіграв 5 матчів. 1987 та початок 1988 року провів у «Динамо» (1 матч), залишок сезону відіграв у ворошиловградської «Зорі» (38 матчів у Першій лізі). У 1989 перейшов у ленінградський «Зеніт», де провів 15 матчів.
У 1990 році повернувся в «Спартак», в якому зіграв 1 матч у Кубку СРСР.
Решту кар'єри провів у клубі другого чехословацького дивізіону «Арго» (Дрновіце) і в клубі третього австрійського дивізіону «Капфенберг».

## Кар'єра тренера
У Капфенбергзі потім працював спортивним координатором юнацьких команд ФК «Капфенберг» (1993-1995). З 1995 року працював тренером футбольної школи та академії ФК «Штурм» (Грац).
На квітень 2018 року — старший тренер відділення футбол Центру дитячої та юнацької спорту Митищі Московської області.